# Arroyo de Vera
Der Arroyo de Vera ist ein Fluss im Westen Uruguay.
Er entspringt im östlichen Teil des Departamento Soriano einige Kilometer südsüdwestlich von El Tala und mündet, nachdem er in nördliche Richtung verläuft, als linksseitiger Nebenfluss nordwestlich von Palmar in den Río Negro.